# Stovpove, Djankoi
Stovpove (în ucraineană Стовпове) este un sat în comuna Iermakove din raionul Djankoi, Republica Autonomă Crimeea, Ucraina.

## Demografie
Componența lingvistică a localității Stovpove
     Rusă (47,56%)
     Tătară crimeeană (38,21%)
     Ucraineană (8,54%)
     Belarusă (4,47%)
Conform recensământului din 2001, nu exista o limbă vorbită de majoritatea populației, aceasta fiind compusă din vorbitori de rusă (47,56%), tătară crimeeană (38,21%), ucraineană (8,54%) și belarusă (4,47%).